# Wilhelm Schirmer
Pour les articles homonymes, voir Schirmer.
Ne doit pas être confondu avec Johann Wilhelm Schirmer.
August Wilhelm Ferdinand Schirmer est un peintre paysagiste allemand né à Berlin le 6 mai 1802 et mort à Nyon le 8 juin 1866. Schirmer compta Max Schmidt parmi ses élèves.

## Biographie
Schirmer est né à Berlin. Il a d'abord peint des fleurs dans la Manufacture royale de porcelaine de Berlin jusqu'en 1823, avant de devenir élève de Friedrich Wilhelm Schadow à l'Académie prussienne des Arts (actuelle Académie des arts de Berlin).
Son art a été très marqué par l'Italie, où il a séjourné de 1827 à 1831. Il est devenu le disciple de son compatriote Joseph Koch, qui peignait des paysages historiques en s'inspirant des tableaux de Nicolas Poussin, et aurait été influencé par J. M. W. Turner. En 1831 Schirmer s'est installé dans un atelier à Berlin avec des étudiants. De 1839 à 1865, il a enseigné le paysage à l'Académie.

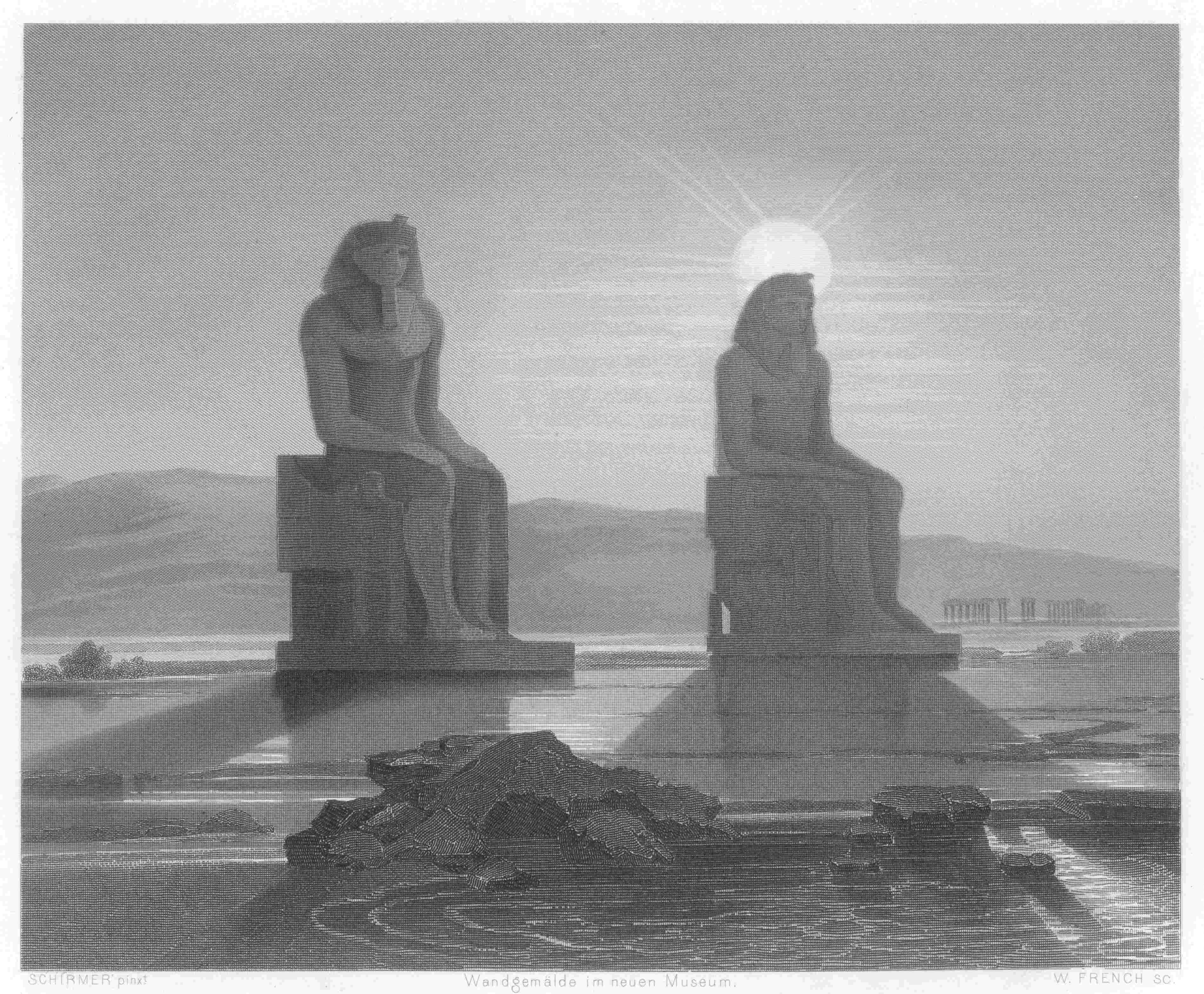
Les Colosses de Memnon, gravure d'après le décor peint par Schirmer au Neues Museum.

Shirmer a contribué à la décoration du Neues Museum de Berlin (ouvert en 1859), sur les murs duquel il a peint des sites et des temples classiques, illustrant par ces paysages les collections qui y étaient historiquement associées.
Pour Schirmer, le rôle de son art est d'interpréter poétiquement la nature, la technique étant secondaire par rapport à la conception. Ses dessins d'Italie ne se contentent pas de transcrire l'aspect des lieux : il y étudie la nature pour composer des paysages historiques et poétiques.